# Мария (фильм)
«Мария» (англ. Mary) — американский триллер 2005 года режиссёра Абеля Феррары.

## Сюжет
После съёмок фильма о жизни Иисуса под названием «Это моя кровь» Мари Палези, актриса, которая играет Марию Магдалину, находит убежище в Иерусалиме в поисках истины, стоящей за этой историей, в то время как режиссёр фильма, который также играет Иисуса, возвращается в Нью-Йорк, чтобы агрессивно продвигать фильм. Фильм внутри фильма вызывает общественные споры по причинам, которые никогда прямо не указываются, но некоторые сцены в фильме опираются на неканонические гностические Евангелия, в то время как есть публичные утверждения, что фильм является антисемитским по причинам, которые не приводятся. В Нью-Йорке тележурналист Тед Янгер представляет серию программ о жизни Иисуса и выбирает для интервью режиссёра фильма. В частном порядке у Янгера есть кризис веры.